# Novosedlice
Obec Novosedlice se nachází v okrese Teplice, kraj Ústecký. Obec má přibližně 2 200 obyvatel, je v ní evidováno 40 ulic a 542 adres.

## Historie
Již z roku 1126 existuje bájná zmínka souvisící s dvorcem Novosedským. Od té doby se ves rozvíjela na pravém boku potoka Bystřice. Nejstarší záznamy poukazují na jméno Bausandof , Bohosudov (německy Weiskirchlitz). Roku 1384 se objevuje první zmínka o starém kostele sv. Valentýna, o dnešním kostele postaveném panským stavitelem Christianem Lagrerem z Teplic je zmínka až okolo roku 1710. Na potoku Bystřice dříve stálo v parku pět mlýnů, ale koncem 19. století byl park zanedbaný a zarostlý. V polovině 19. století zde bylo asi 23 domů a 124 obyvatel. Roku 1853 zde vznikla papírna Purkert a později továrny na výrobu kuchyňských potřeb, kabelek, cihel a umělých tuků.
V roce 1871 zde byla vybudována železniční trať a o 24 let později i zastávka vlaků. Roku 1895 tu zahájila provoz úzkorozchodná dráha z Teplic do Pozorky a Dubí. Za několik let se díky plánu „velké Teplice“ vytvořeného v roce 1947 staly Novosedlice částí Teplic, avšak roku 1954 došlo k osamostatnění. Do roku 1959 tu jezdily tramvaje, ale nahradily je autobusy a roku 1962 i trolejbusy. Ovšem kvůli neshodnutí Teplic s Novosedlicemi o spolufinancování staré trolejové trati byla 31. 12. 1995 trvale zrušena. Obcí prochází jednokolejná železniční regionální trať č. 132, zvaná „Kozí dráha“, vedoucí z Děčína do Oldřichova a zpět. Od prosince 2007 však v úseku Krupka město - Oldřichov u Duchcova není provozována pravidelná osobní doprava. Nyní tu jezdí pouze autobusové linky MHD.

## Obyvatelstvo
|           | 1869 | 1880 | 1890  | 1900  | 1910  | 1921  | 1930  | 1950  | 1961  | 1970  | 1980  | 1991  | 2001  | 2011  |
| --------- | ---- | ---- | ----- | ----- | ----- | ----- | ----- | ----- | ----- | ----- | ----- | ----- | ----- | ----- |
| Obyvatelé | 363  | 585  | 1 249 | 3 307 | 4 842 | 4 642 | 4 556 | 3 076 | 3 191 | 2 716 | 2 491 | 1 986 | 2 154 | 2 215 |
| Domy      | 44   | 67   | 96    | 188   | 273   | 301   | 354   | 400   | 367   | 383   | 420   | 438   | 443   | 483   |

## Znak a vlajka
Návrh znaku a vlajky byl po projednání ve Výboru pro vědu, vzdělání, kulturu, mládež a tělovýchovu, podvýboru pro heraldiku a vexilologii tohoto výboru Poslanecké sněmovny dne 25. května 2006 schválen.
Popis znaku zní: ve stříbrném štítě s červenou patou modré břevno, přes něj hlava muže přirozené barvy s vousem provázená vpravo vztyčenou zelenou palmovou ratolestí, vlevo zlatou berlou. V patě zlatý stoupající půlměsíc.
Popis vlajky zní: List tvoří červený žerďový pruh široký jednu šestinu délky listu a bílé pole s modrým vodorovným středovým pruhem širokým jednu pětinu šířky listu. K červenému a modrému pruhu přiléhají nahoře i dole žluté pravoúhle lomené pruhy široké jednu pětadvacetinu šířky listu a k nim přiléhají stejně široké zelené pravoúhle lomené pruhy. Poměr šířky k délce listu je 2 : 3.

## Školství
Kromě Základní školy a Mateřské školy je v obci také školní jídelna a školní družina.

### Mateřská škola
Mateřská škola Čtyřlístek je školka pro 75 dětí s jídelnou. Stejně jako základní škola prošla nedávno opravou zateplením.

### Základní škola
Základní škola Novosedlice byla založena okolo roku 1688, ale v té podobě, v jaké ji můžeme vidět nyní, byla postavena až v letech 1886/1887. Dnes je ve škole devět tříd se 188 žáky. Ve školním areálu je zahrada, dopravní hřiště s basketbalovými koši (fotbalové hřiště s běžeckým okruhem a s doskočištěm pro skok daleký je obce). Na podzim roku 2008 prošla škola „omlazovací kúrou“ a byla kompletně zateplena a opravena. A nyní je tam také přípravný ročník. Základní škola má také svoji jídelnu a školní družinu.

## Pamětihodnosti
- Kostel svatého Valentina se zvonicí. Kostel, založený ve 14. století, stojí v obci při průjezdní silnici. V nepřístupném sanktusníku se nachází malý zvon, údajně bez nápisu. Jižně od kostela před hlavním vchodem stojí zděná zvonice s doškovou střechou postavena při přestavbě kostela roku 1735. Kostel je zasvěcen svatému Valentýnu, který působil jako kněz ve 3. století v Římě za vlády císaře Claudia II. Legenda praví, že císař zakázal svatby v Římě, protože muži mysleli spíš na rodinu než na svoji vojenskou povinnost. Valentýn zákazu nedbal a křesťanské páry tajně oddával. Jako datum jeho smrti byl stanoven 14. únor čili svátek Héry či Junony, která byla ochránkyní manželských a partnerských vztahů. Kostel je jediný v celé litoměřické diecézi zasvěcený svatému Valentýnovi, takto zasvěcené kostely jsou především v Itálii. Ještě před sto lety se u nás konaly valentýnské poutě trvající celý týden. Kostel spravuje farář Jan Dudys a trvalým jáhnem je Mgr. Jiří Breu. Kostel však patrně kvůli nadměrné frekvenci těžkotonážních aut v centru obce doslova praská.
- Boží muka u hřbitovní zdi